# Bidet (cavall)
|  | Per a altres significats, vegeu «Bidet». |

Bidet  era la denominació francesa d'un cavall robust i rabassut, que s'utilitzava indistintament per a muntar, per a càrrega o per al tir. L'equivalent català seria, aproximadament, quartau. A França, la majoria de bidets eren de Bretanya o de Morvan. El bidet d'ambladura era un cavall de ruta per anar al pas d'ambladura. A l'exèrcit francès el bidet de compagnie portava el materiali i el bidet de poste era la muntura de les oficines de correus.

## Races
- El bidet de Cornualla (o "bidet doble") és un antic tipus de cavall Bretó particularment robust i resistent. Raça, molt apreciada, va ser utilitzada durant diversos segles abans de desaparèixer amb la mecanització, igual que moltes races de treball. Va ser àmpliament utilitzada en els exèrcits napoleònics.
- El bidet Bretó és un altre antic tipus de cavall bretó que s'emprava per anar al pas i va ser anomenat "bidet d'allure". Igual que el seu predecessor, ha desaparegut.[7]
- El cob normand de vegades es descriu com descendent del bidet de poste, igual que la subespècie de bretó anomenat postier breton.
- El cavall de Morvan, o bidet de Morvan, era un bidet exclusiu d'aquesta regió.[8]

## Races similars
William Ridgeway, estudiós de les variants equines, afirmava que els cavalls de Morvan eren “absolutament idèntics” als cavalls d’Auvèrnia i els cavalls de Merens.

## Un quartau famós
- 1558: Le Greq. A les memòries de Jean de Mergey (sieur Jean de Mergey) es pot llegir que un dels cavalls del rei de França Enric IV (Henri IV) anomenat "Le Greq" o "Le Grec" li fou lliurat per a acomplir una missió. Jean de Mergey estava al servei del comte François III de Rochefaoucauld, que era protestant, i es convertí ell mateix al protestantisme. (El comte de Rochefaoucauld fou assassinat a la massacre de Sant Bartomeu, del tot terrible i injustificable). Tornant al cavall, aquell "Le Greq" es descriu com un quartau ("courtauld", "courtaud"). El millor i el més bell del seu temps.[10]